# ستاره بوگاچوویتسه

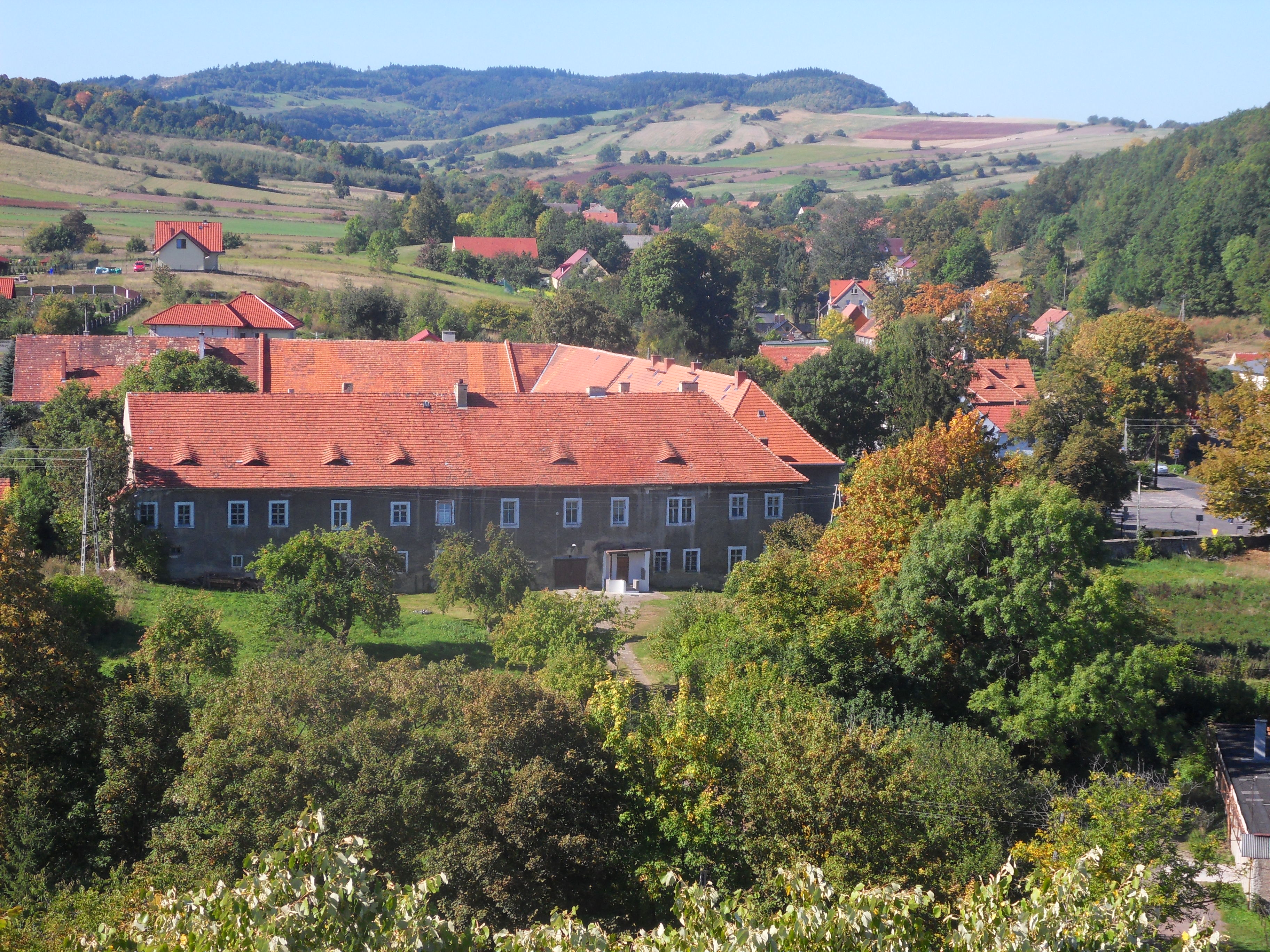
منطقه مسکونی در لهستان

ستاره بوگاچوویتسه (به لهستانی:  Stare Bogaczowice) یک روستا در لهستان است که در گمینا ستاره بوگاچوویتسه واقع شده‌است. ستاره بوگاچوویتسه ۱٬۴۵۰ نفر جمعیت دارد.